# Еней Сільвій Капрара
Еней Сільвій Капрара (італ. Enea Silvio Caprara; 16 листопада 1631 — 3 лютого 1701) — військовий діяч Священної Римської імперії, фельдмаршал.

## Життєпис
Походив з італійського шляхетського роду Капрара. Син Ніколо Капрара, графа Пантано. Народився 1631 року в Болоньї. Обрав для себе військову кар'єру. Розпочав службу під орудою Раймунда Монтекукколі.
1674 року під час Голландської війни отримав командування кіннотою в імперській армії. Відзначився у битвах при Зінсгаймі та Енцгаймі 1674 року. Невдовзі у битві під Мюльгаузеном потрапив у полон. Після звільнення продовжив участь у війні, звитяживши в битвах біля Зальцбаху 1675 року, біля Філіпсбургу 1676 року та звільненні Оффенбургу 1678 року.
1683 року з початком Великої турецької війни відзначився під час зняття облоги Відня, при захопленні Нусдорфу та боротьбі з трансильванськими загонами. Отримав звання фельдмаршала. 1684 року брав участь при облозі Буди. 1685 року захопив фортецю Уйвар та навколишні замки. 1686 року успішно діяв в Угорщині.
1688 року очолив одну з армій під час війни Аугсбурзької ліги. Під час спроби зайняти Дофіне разом з Євгеном Савойським зайняв місто Ген та Гембрен. Але разом з Віктор-Амадеєм II, герцогом Савойським, зазнав поразки в битві біля Ла-Марсиньї від французького генерала Ніколя Катіни. 1690 року брав участь в обороні Белграду.
1694 року знову брав участь у війні проти османських військ. Успішно обороняв фортецю Петроварадин. 1697 року призначено заступником Фрідріха Августа I, курфюрста Саксонії, що був головнокомандуючим військ імперії. Невдовзі відкликаний до Відня, де призначений віцепрезидентом Гофкрігсрату. Помер 1701 року.